# Benediktinerinnenabtei Pradines
Die Benediktinerinnenabtei Pradines ist seit 1818 ein Kloster der Benediktinerinnen in Pradines im Département Loire (Bistum Saint-Étienne) in Frankreich.

## Geschichte
Thérèse de Bavoz, ehemalige Nonne der in der Französischen Revolution aufgelösten Benediktinerinnenabtei Saint-Pierre-des-Terreaux in Lyon (heute: Kunstmuseum), gründete 1804 zusammen mit dem Geistlichen Jean-François Magdinier (1750–1805) im Schloss von Pradines (südöstlich Roanne) das Nonnenkloster Saint-Coeur de Marie. Die Schwestern, die seit 1795 in Sainte-Agathe-en-Donzy lebten, waren seit 1802 den von Charles Démia gegründeten Karlsschwestern angeschlossen worden, gingen aber 1818 zur benediktinischen Regel über und betrachteten sich als die Fortsetzung der Lyoner Abtei. In der Abbaye Saint-Joseph et Saint-Pierre de Pradines (heutiger Name) leben rund 50 Nonnen. Die Abtei gibt seit 1993 ein Bulletin heraus. Sie ist zusammen mit den unten angegebenen Gründungen (sowie der Abtei Sainte-Croix in Saint-Benoît bei Poitiers) in der 1953 gegründeten Fédération du Cœur Immaculé de Marie (Föderation des unbefleckten Herzens Mariens) zusammengeschlossen.

### Gründungen
- 1831–1972: La Rochette (heute Wohnkomplex in der Rue de La Rochette in Caluire-et-Cuire) bei Lyon. Seit 1972 in Belmont-Tramonet. In der dortigen Abbaye Saint-Joseph de La Rochette sind heute 38 Nonnen.
  - 1864–1901: Sacré-Coeur de Marie in Riols (Saint-Benoît d'Ardouane)
- 1837: Abtei Notre-Dame de Jouarre, heute 40 Nonnen.
- 1839–1959: Notre-Dame des Anges in Saint-Jean-d’Angély (Bistum La Rochelle). Seit 1959 Sainte-Marie-de-Maumont in Juignac, heute 58 Nonnen.
  - 1996: Prieuré Sainte Croix de Friguiagbé, Präfektur Kindia in Guinea.
- 1853: Saint-Vincent in Chantelle (Bistum Moulins), 1891 zur Abtei erhoben, heute 13 Nonnen und 23 Oblaten.
- 1862–1963: Erbalunga in Brando (Korsika).
- 1963: Prieuré de La Bonne Nouvelle de Bouaké, Elfenbeinküste.